# Tiny Moore
Billie "Tiny" Moore (12 de mayo de 1920 – 15 de diciembre de 1987) fue un músico de swing occidental estadounidense que tocaba la mandolina eléctrica y tocaba el violín con Bob Wills y los Playboys de Texas en la década de 1940. Tocó con The Strangers y Merle Haggard durante las décadas de 1970 y 1980.

## Carrera
Moore nació en la ciudad de Port Arthur, Texas, en la costa del Golfo, en 1920. Su instrumento principal fue la mandolina eléctrica. Mientras era miembro de los Playboys de Texas de 1946 a 1950, tocaba mandolinas eléctricas Gibson: al principio una EM-125 y, algún tiempo después de 1948, una EM-150. Aunque se trata de mandolinas de 8 cuerdas, Moore utilizó cuatro cuerdas individuales en lugar de pares. Esto hizo que su mandolina sonara como una guitarra eléctrica. En 1952, encargó a Paul Bigsby una mandolina eléctrica de cinco cuerdas. Moore tocaba en una banda dirigida por el hermano de Bob Wills, Billy Jack. La mandolina Bigsby de 5 cuerdas tenía hileras individuales de cuerdas (en lugar de las hileras emparejadas en una mandolina estándar) y agregó una cuerda C baja a las cuerdas G, D, A y E estándar. En realidad, esta afinación le da al instrumento una gama de notas más amplia que la de una guitarra.
El swing occidental es un híbrido de country, blues y jazz; El estilo de juego de Moore se basa en todas estas fuentes. Moore y su mandolina Bigsby se identificaron entre sí durante el resto de su carrera.
A mediados de la década de 1960, impartió lecciones grupales de guitarra en la YMCA local en Sacramento, California. Enseñó todos los estilos de música. Operaba Tiny Moore Music, una tienda de música en Sacramento, y vendía copias de la mandolina Bigsby construida por Jay Roberts de Yuba City. En la década de 1970 hizo dos álbumes para Kaleidoscope Records: Tiny Moore Music y Back to Back, un álbum a dúo con Jethro Burns. En 1999, Moore fue incluido póstumamente en el Salón de la Fama del Rock and Roll como miembro de Bob Wills and His Texas Playboys.